# Herren von Güns

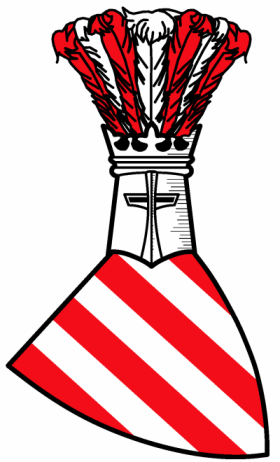
Wappen der Herren von Güns

Die Herren von Güns (ungarisch: Kőszegi család, kroatisch und bosnisch: Gisingovci) waren im Hochmittelalter ein Adelsgeschlecht in Ungarn. Die Günser (von Heder) sind im 12. Jahrhundert als Zweig der ungarischen Familie Héder hervorgegangen. Unter den Familienmitgliedern waren Palatine und Gespane, Bane und Woiwoden. Sie waren eine der sieben einflussreichen Oligarchenfamilien Ungarns zur Zeit der „Oligarchenherrschaften“ während der letzten Árpádenkönige. Ihre Macht beruhte erheblich auf dem Besitz von Burgen im Südwesten Ungarns und in Kroatien (Herrschaft Međimurje), bzw. Slawonien. Zu Beginn des 14. Jahrhunderts wurden die Günser Herren unter König Karl I. Robert abgedrängt oder gingen im niederösterreichischen Adel auf und verloren damit an Bedeutung.

## Ursprung und Bezeichnung

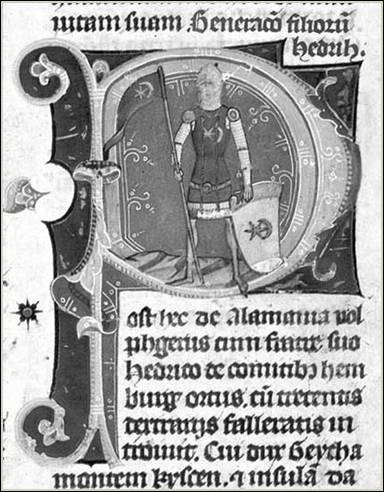
Ahnherr Wolfer: Darstellung in der Ungarischen Bilderchronik

Als Ahnherr der Herren von Güns gilt Wolfer, Bruder von Heidrich. Die Brüder sind wahrscheinlich im 12. Jahrhundert nach Ungarn gekommen. Nach Alfred Ratz kann man bereits im 11. Jahrhundert mit dem Auftreten der Familie rechnen. In der deutschsprachigen Geschichtsschreibung hat sich die Bezeichnung „Güssinger Grafen“ eingebürgert. Die Güssinger waren aber weder Grafen, noch hatten sie ihren Hauptsitz in Güssing, sie hatten ihn in Kőszeg. In der ungarischen Literatur wird das Geschlecht (richtiger) als „Kőszegi“ (=Günser) genannt. In den Urkunden wird die Familie als „generacio Heyderici“ (1265) oder „genus Heydrich“ (1279) bezeichnet.

## Geschichte

### Aufstieg
Der Sohn Wolfers, Heinz I., spielte im öffentlichen Leben keine bedeutende Rolle. Dem Enkel Wolfers, Heinrich I., wurde vom ungarischen König Béla III. die hölzerne Burg und das Kloster in Güssing entzogen, um an seiner Stelle eine königliche Burg zu erbauen. Heinrich I. (auch Aenz oder Henz genannt) kommt auch als Namensgeber des burgenländischen Dialekts Hianzisch in Frage. Nach einer von mehreren umstrittenen Theorien geht die Bezeichnung des Hianzischen auf Heinrich I.zurück. Auch Heinrich I. bekleidete kein öffentliches Amt.
Heinrich II. (1228–1274), auch Heinrich der Große genannt, Sohn Heinrichs I. gelang es dem Haus Güssing zu Bedeutung zu verhelfen. Er wurde Obergespan mehrerer ungarischer Komitate und für kurze Zeit auch Kurialrichter des Königreichs Ungarn. Heinrich II. war seit 1244 Verwalter von elf königlichen Burgen des Komitats Eisenburg und war mit dem Böhmenkönig Ottokar II. verbündet. Er leitete als Palatin (um 1260) und Banus von Slawonien zwischen 1254 und 1274 zeitweise die Geschicke Ungarns. Als Banus hatte er das Recht eigene Münzen zu prägen. Er war Herr über die königlichen Burgen Bernstein und St. Veit (Velem) und ließ Burg Schlaining bauen. Gemeinsam mit seinem Sohn Iwein gründete er Burg und Stadt Güns (Kőszeg). Güns wurde von ihm mit dem Stadtrecht ausgestattet und später zur Hauptresidenz der Herren von Güns.

### Schaukelpolitik

#### Auf Seiten Königs Béla IV. gegen seinen Sohn

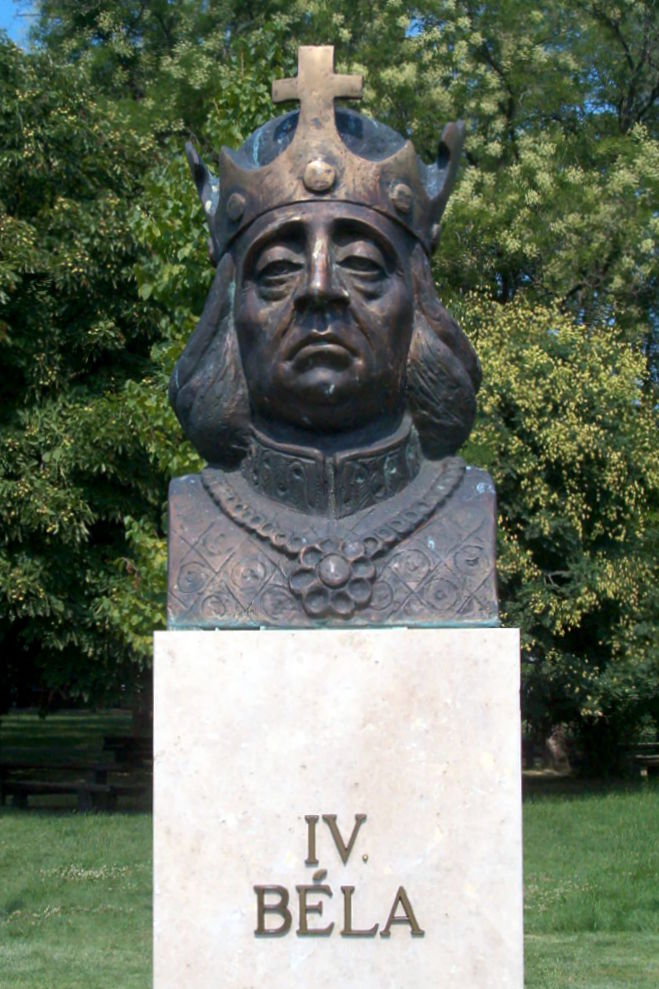
König Béla IV. hielten die Günser Herren die Treue.

Während der kriegerischen Feindseligkeiten (begonnen 1262) zwischen König Béla IV. und seinem Sohn Stephan V. hielten die Günser unter Heinrich II. zum König. In der letzten Schlacht zwischen dem König und seinem Sohn bei Isaszeg blieb Sohn Stephan siegreich. In dieser Schlacht gerieten Heinrich II. und sein Sohn Johann I. (Ivan) in die Gefangenschaft Peter von Csáks aus der Gefolgschaft Stephans. Daraus ergab sich die Familienfeindschaft der Günser gegenüber der Familie Csák. Nach dem Tod von Béla (1270) floh Heinrich II. nach Prag. Er hatte Anna, die Tochter Bélas, zahlreiche Parteigänger der Günser sowie die ungarischen Krönungsinsignien bei sich. Heinrich heiratete eine böhmische Adelige. Dem böhmischen König Ottokar II. Přemysl übergab er seine Güter und Festungen Bernstein, Gaas, Güns, Schlaining und St. Veit. 1271 schlossen Ottokar II. Přemysl und Stephan V. einen Friedensvertrag ab. Dieser bewirkte unter anderem ein gegenseitiges Fallenlassen der Günser sowie die Rückgabe der Güter Bernstein, Gaas, Güns, Schlaining und St. Veit an den ungarischen König, die er allerdings letztlich nur mit Waffengewalt wieder zurückerobern konnte.
Nach dem Tod Stephans V. (1272) änderte sich die Situation. Die Günser kehrten nach Ungarn und in ihre früheren Positionen zurück. Als im Frühjahr 1273 der böhmische König Ottokar II. Přemysl gemeinsam mit einigen ungarischen Parteigängern in Ungarn einfiel, standen die Günser wieder auf der Seite des (neuen) ungarischen Königs Ladislaus IV. Unter Johann I. konnte das böhmische Heer bei Pereszteg und Lócs geschlagen werden. Die Belagerung von Güssing durch die Böhmen musste ergebnislos abgebrochen werden. Als Ottokar von der Wahl Rudolfs I. von Habsburg zum römisch-deutschen König erfuhr, brach er den Feldzug in Ungarn endgültig ab.
Johann I. griff den Erzbischof von Gran sowie den Bischof von Agram an, was ihm mehrfach die Exkommunikation eintrug.

#### Für und gegen König Ladislaus IV.

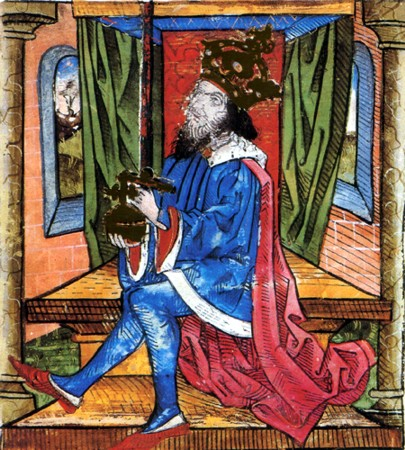
König Ladislaus IV. wurde die Macht der Günser zu groß.

Nach der Thronbesteigung durch Ladislaus IV. bekannte sich Heinrich II. kurzzeitig zum neuen König und kämpfte an dessen Seite 1273 im Krieg gegen König Ottokar. Eine beabsichtigte Besitzrevision Ladislaus' führte aber bald zu einer Rebellion der Günser gegen den König. In der Schlacht bei Polgárdi 1274 wurde die Rebellion niedergeschlagen. Heinrich fand in dieser Schlacht den Tod. Nach diesen kriegerischen Auseinandersetzungen zwischen Heinrich II. und dem ungarischen König wurden die Herren von Güns wieder in hohe ungarische Ämter eingesetzt und der Besitz konnte wieder vermehrt werden.
Heinrich II. war in zweiter Ehe mit einer Tochter des böhmischen Adeligen Herrn von Leuchtenberg verheiratet. Die Mutter seiner Söhne ist unbekannt. Die Söhne waren Péter (Bischof von Veszprém), Johann I.  (auch Iwein, Iwan, Ivan der rote Ritter oder Yban genannt), Nikolaus I. und Heinrich III (Banus von Slawonien). 1279 kam es zu einer Gütertrennung zwischen Johann I. und seinem Bruder Nikolaus I. Die Söhne schlossen sich zusammen, um von Güns aus ihre alte Festung Güssing zurückzuerobern, was auch gelang. Johann I. eroberte 1277 Burg Bernstein zurück, die in der Folge bis zu seinem Tod 1306 jeglichen Angriffen standhielt. 1286 forderte der ungarische Reichstag Johann I. auf, widerrechtlich in Besitz genommene Güter herauszugeben. Daraufhin kam es wieder zu einem Kampf der Günser gegen das Königshaus. König Ladislaus IV. enthob die Günser Herren aller ihrer Ämter, er belagerte im Jänner und Februar 1284 vergeblich Bernstein und erlitt eine Niederlage.

#### Güssinger Fehde
Infolge der fehlgeschlagenen Angriffe König Ladislaus' auf Bernstein erstarkte das Geschlecht der Günser erneut und es folgten Einfälle in Österreich, Steiermark und Ungarn. Johann I. von Güns verfolgte eine aggressive Expansionspolitik, die in der Güssinger Fehde gipfelte. 1289 unterlag er gemeinsam mit seinen Verbündeten, den Mattersdorf-Forchtensteiner Grafen, dem österreichischen Herzog Albrecht I., der auf Bitte des ungarischen Königs Ladislaus IV. eingeschritten war, und verlor seine Ländereien, die nun von den Habsburgern besetzt wurden. Beendet wurde die Güssinger Fehde mit dem Friedensschluss von Hainburg am 26. August 1291, dem am 28. August in Pressburg der Friede mit dem Königreich Ungarn folgte. Die Friedensvereinbarung beinhaltete auch die Rückgabe der eroberten Herrschaften an die Günser.
In den Jahren nach der Güssinger Fehde gelang es der Grafschaft Güns, unter Johann I. durch eine rigorose Machtpolitik zu einer der bedeutendsten Adelssippen in der Ära der „Ungarischen Oligarchie“ aufzusteigen. Nach dem Tod Johans I. im Jahre 1307 zog sich sein Sohn Johann II. Farkas (Wolf) auf Burg Bernstein zurück und wurde Ahnherr der „Bernsteiner Linie“. Nikolaus II. Kakas (Hahn), Sohn Nikolaus' I. und verheiratet mit Elisabeth von Pottendorf, saß auf Güssing. Dessen Sohn Heinrich IV. wurde der Begründer der „Rechnitzer Linie“, sein Bruder Johann IV. Ahnherr der „Lockenhauser“ Linie.

### Ende des Machteinflusses

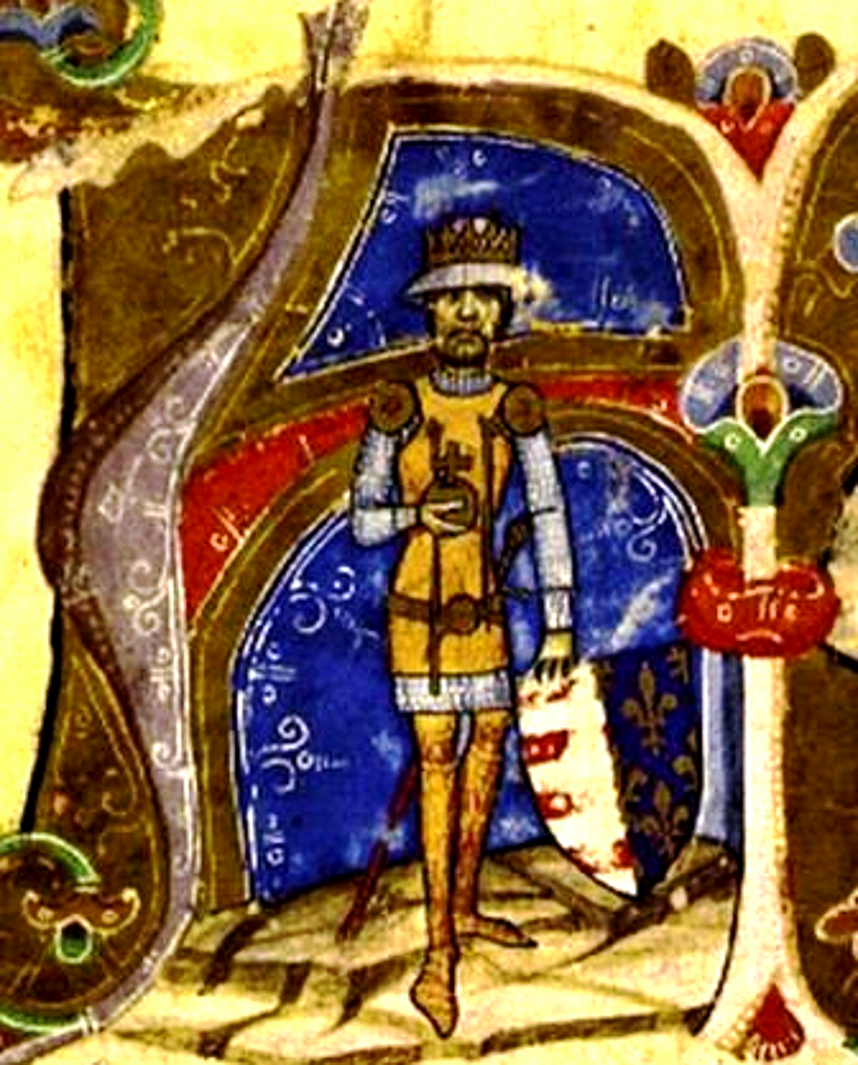
Der ungarische König Karl I. Robert verdrängte die Herren von Güns endgültig aus ihrer Machtposition.

1301 starb mit König Andreas III. der letzte Árpáde. Das bis dahin einheitliche Ungarn zerfiel danach in mehrere „Kleinkönigtümer“ unter der Herrschaft von sieben Oligarchen. Eine dieser Oligarchenfamilien waren die Herren von Güns. Zu dieser Zeit verfügten Mitglieder der Familie über 14 Burgen. Im ersten Jahrzehnt des 14. Jahrhunderts hatte nur noch der Oligarch Matthäus Csák mehr Burgen in Ungarn. In der Geschichtsforschung wurde mitunter angenommen, dass sie ein eigenes Landesfürstentum anstrebten. Diese These lehnt Heide Dienst ab, da die Familie nicht nur zu wenig Zeit für dieses Unterfangen gehabt hätte, sondern weil die Errichtung eines eigenen Fürstentums aus ihrer Ansicht auch strukturell unmöglich war.
König Karl I. Robert versuchte schließlich das Königreich Ungarn zu konsolidieren und die Macht der Oligarchen zu beschränken. Nikolaus II. Kakas und Johann II. Farkas fühlten sich bald dadurch benachteiligt und lehnten sich gemeinsam mit anderen Oligarchenfamilien gegen den König auf. Karl I. wandte sich schließlich gegen die Günser. 1321 ernannte er Laurencius Osl, der den König in den Kämpfen gegen die Günser unterstützte, als Nachfolger von Andreas von Güns zum Gespan von Zala und schenkte ihm die Stadt Kanizsa aus dem Besitz der Günser. Schließlich sandte König Karl ein Heer unter Alexander Köcski, das 1327 schließlich Güns eroberte. 1328 musste auch Güssing an den König übergeben werden.
1327 befahl König Karl die Wiederherstellung von Grenzwarten in der Wart, einem bis dahin den Günsern gehörigen Landstrich. Die königlichen Grenzwächter des ungarischen Gyepűsystems hatten das Gebiet zwischen Güssing und Bernstein zu bewachen. Die Hauptburgen der Günser waren nun im Besitz des Königs von Ungarn. Die Herren von Güns verloren ihren Einfluss, wurden ins Innere Ungarns abgedrängt oder gingen im niederösterreichischen Adel auf.
Johann II. Farkas reiste 1336 nach Österreich, leistete Herzog Albrecht II. den Treueeid und verlor daraufhin sämtliche Besitztümer. Er nahm den Namen Pernstein an. Die Pernsteiner Linie erlosch 1382. Nikolaus II. Kakas starb 1332, wodurch Burg Lockenhaus in königlichen Besitz überging. Seine Witwe und Söhne schworen ebenfalls dem österreichischen Herzog den Treueeid, kehrten aber nach kurzer Zeit wieder zurück und wurden mit Rechnitz belehnt. Die Nachkommen hielten sich hier unter dem Namen „Rohonczy“ bis zum Jahre 1414. Laut einem Stammbaum sind Mitglieder der Familie bis 1527 bekannt.

## Bedeutende Familienmitglieder

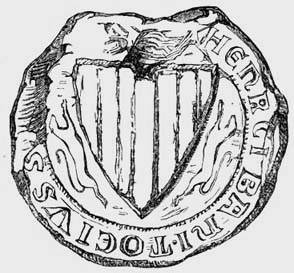
Siegel Heinrichs von Güns, Ban von Slawonien.

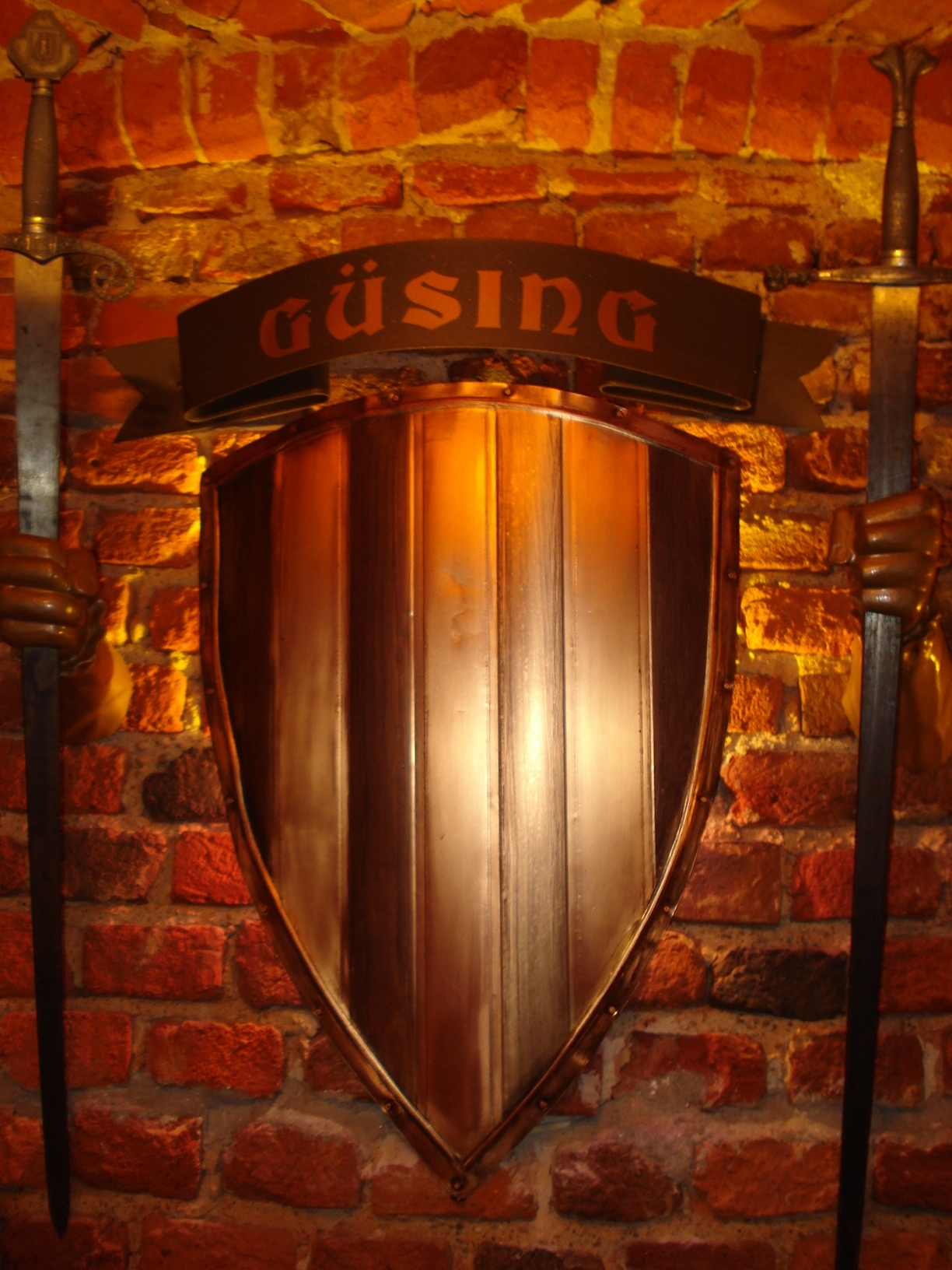
Wappen der Güssinger Grafen, Herren der Herrschaft Međimurje (Nordkroatien) im 13. und 14. Jahrhundert

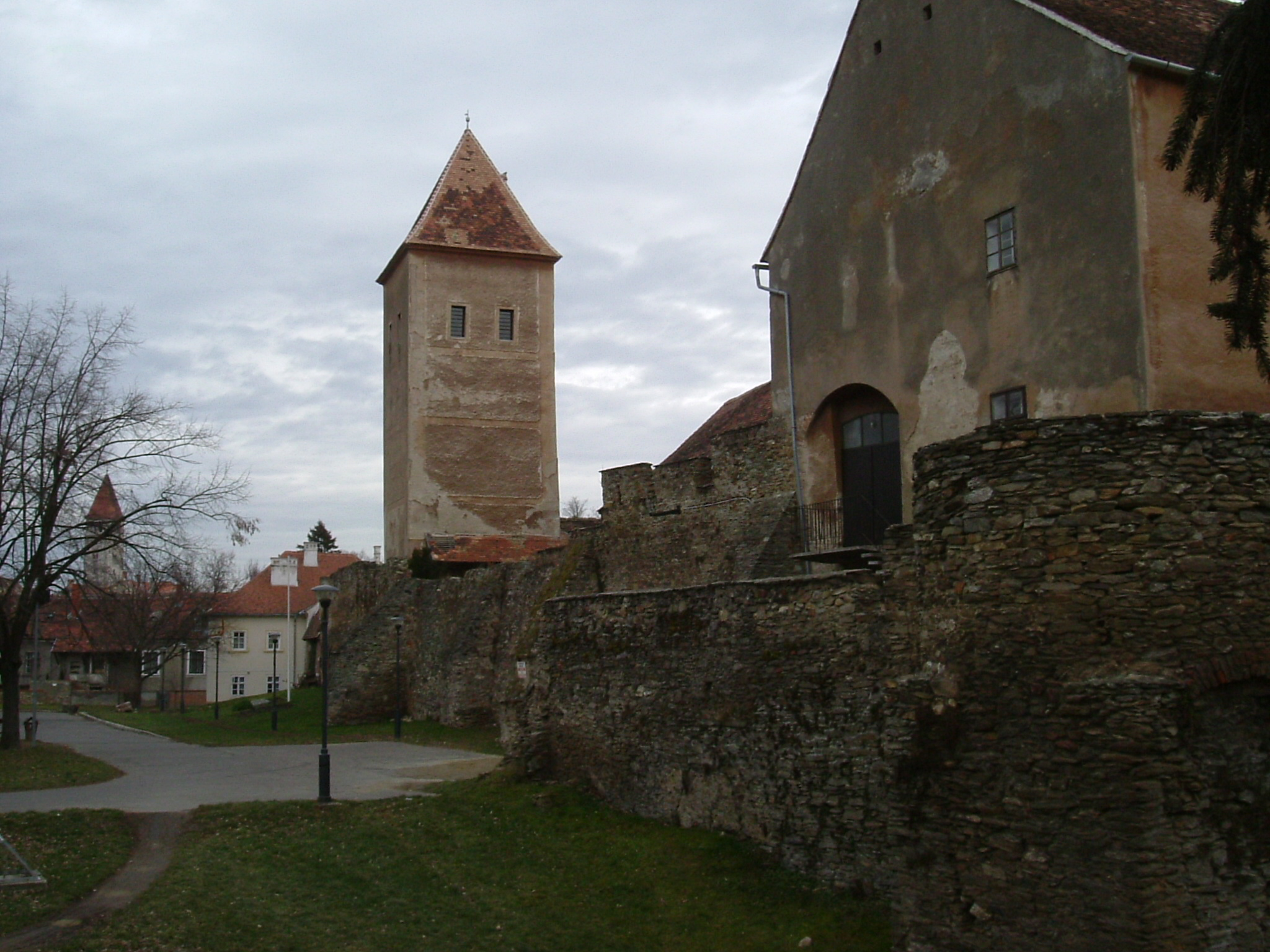
Burg Güns: Gründung unter Heinrich II. im 13. Jahrhundert

Die Günser waren im Lauf ihrer Geschichte Bane von Slawonien, Palatine und Inhaber von Hofämtern wie Hofrichter, Oberstallmeister und Oberstkämmerer und sie hatten an ihren Höfen eigene Hofrichter, Truchsesse und Notare. Sie hatten gegen die Herzöge von Österreich, die Könige von Böhmen und Neapel und auch gegen die eigenen Könige gekämpft. Das Oligarchensystem hatte ihnen erlaubt, eine eigene Außenpolitik zu verfolgen. Sie hatten hohe Kirchenämter inne und sie nahmen sogar gegen das Papsttum Stellung. Bedeutende Mitglieder der Familie waren unter anderen:
- Heinrich II. (Heinrich der Große) 1228–1274, Landrichter, Palatin, Banus
- Peter I., Bischof von Veszprém 1135–1138
- Johann I. (Ivan) 1235–1308, königlicher Schatzmeister, Palatin, Banus
- Nikolaus I. 1266–1297, Palatin, Banus
- Virunth 1216–1254, Domherr und Archidiakon von Raab
- Nikolaus IV. 1308–1336, Bischof von Raab
- Andreas I. 1327–1352, Propst von Eisenburg
- Johann II. (Farkas, dt. Wolf), Ahnherr der „Bernsteiner Linie“
- Nikolaus II. (Kakas, dt. Hahn)
- Nikolaus III. 1307–1314, königlicher Schatzmeister
- Andreas II. 1312–1324, Obergespan
- Andreas III, Vicegespan
- Johann IV. 1406, Woiwode, Ahnherr der „Lockenhauser Linie“
- Raphael 1433–1455, Bischof von Bosnien

## Grundherrschaft und Bauten
Die Machtstellung der Günser beruhte vor allem auf dem Besitz von Burgen. Bis 1339 sind insgesamt 40 Burgherrschaften in den Komitaten Eisenburg, Ödenburg, Wieselburg, Raab, Veszprém, Zala, Somogy, Tolna, Baranya sowie in Slawonien, Čakovec und Varaždin urkundlich belegt in ihrem Besitz. Die Burgen hatten sie teils käuflich erworben, teils mit Gewalt erobert. Die Herren von Güns waren unter anderen Inhaber folgender Herrschaften und Burgen:
- Burg Bernstein (bis 1340)
- Burg Güssing (bis 1327)
- Burg Kanizsa (bis 1321)
- Kőszeg/Güns (mit zwei Burgen bis 1327)
- Burg Schwarzenbach (bis 1389 im Besitz von Graf Iwan von Bernstein)
- Burg Lockenhaus (bis 1340)
- Burg Neckenmarkt (bis 1289, 1289 in der Güssinger Fehde zerstört)
- Burg Roy bei Donnerskirchen
- Burg Schlaining
- Burg Veliki Tabor

Als erste Familiengrabstätte kann die Benediktinerabtei in Güssing angenommen werden. Henz, dem Sohn Wolfers, schenkte König Béla III. schließlich das Patronat der Abtei Kapornak als Ersatz für das Kloster in Güssing. Kapornak diente von nun an als Grabstätte der Herren von Güns. Mit Sicherheit kann den Günsern die Errichtung der Kirchen von Kőszegszerdahely und Kőszegdoroszló zugeschrieben werden. Vermutlich sind aber noch eine Reihe weiterer Kirchenbauten auf die Familie zurückzuführen (z. B. Kirchenbauten in Rechnitz, Goberling und Rattersdorf.)
Die Herren von Güns führten in ihren Herrschaftsgebieten umfangreiche Rodungen zwecks Landgewinnung durch. Nach Ratz ist sehr wahrscheinlich, dass die Günser in diesem Gebiet Bergbau betrieben und unter anderem Eisen, Kupfer, Antimon, Braunkohle und Salz gewannen.

## Burgenländisches Wappen

Das Landeswappen des Burgenlands basiert auf den Familienwappen der Familien Mattersdorf-Forchtenstein und der Herren von Güns

Das Wappen des Burgenlandes basiert auf den Familienwappen der beiden mittelalterlichen Familien Mattersdorf-Forchtenstein und den „Güssinger Grafen“. Aus den spärlichen mittelalterlichen Quellen erarbeitete Alfred Anthony von Siegenfeld eine „Idealversion“ der beiden Familienwappen: „In Silber auf einem wachsenden roten Felsen stehend ein golden gekrönter und ebenso gewaffneter auffliegender und widersehender schwarzer Adler, dessen Flügel von je einem breitendigen roten Kreuzchen überhöht sind“ (Mattersdorf-Forchtensteiner) bzw. „ein dreimal von Rot und Kürsch gespaltener Schild“ (Günser). Die beiden Wappen wurden aus ästhetischen Gründen so kombiniert, dass das Wappen der Günser als Herzschild auf der Brust des Forchtensteiner Adlers zu liegen kam. Dieses Wappen wurde am 1. August 1922 vom burgenländischen Landtag als Landeswappen des Burgenlandes angenommen.